# San Pietro Bestazzo
San Pietro Bestazzo (AFI: samˈpjɛtro ˈbɛstaʦˈʦɔ; San Peder Bestasc in dialetto milanese) detto anche San Pietro di Bestazzo o meno frequentemente San Pietro in Bestazzo, è una frazione del comune di Cisliano in provincia di Milano, posta a sudest del centro abitato, verso Gaggiano.

## Geografia fisica

### Territorio
La località di San Pietro Bestazzo nel comune di Cisliano è caratterizzata da un ambiente prevalentemente pianeggiante, tipico della Pianura padana, contraddistinto a tratti da coltivazioni e da boschi, questi ultimi in misura da coprire la quasi totalità del suolo.
Il territorio di San Pietro Bestazzo confina a nord con la frazione di San Giacomo, ad est con il comune di Cisliano, a ovest con la frazione di San Vito di Gaggiano, a sud con la frazione di Bestazzo da cui un tempo era indipendente pur condividendone la parrocchia.
Durante il periodo nel quale fu comune indipendente, San Pietro Bestazzo si estendeva su una superficie di 181 ettari.

### Geologia e idrografia
Morfologicamente, il territorio di San Pietro Bestazzo è caratterizzato dall'ambiente pianeggiante tipico della pianura padana, prevalentemente adatto a boschi o coltivazioni. L'altitudine è di circa 123 m s.l.m.
Uno degli aspetti più significativi dell'idrografia di San Pietro Bestazzo come delle zone limitrofe all'abitato sono le risorgive, che un tempo avevano ampia rilevanza economica per l'agricoltura e oggi costituiscono una delle attrazioni principali del Parco Agricolo Sud Milano.

### Sismologia
Dal punto di vista sismico San Pietro Bestazzo presenta un rischio molto basso ed è stata classificata come il comune zona 4 (bassa sismicità) dalla protezione civile nazionale.

### Clima
Il clima di San Pietro Bestazzo è quello continentale, tipico delle pianure settentrionali italiane con inverni freddi e abbastanza rigidi con diverse giornate di gelo, col fenomeno della nebbia; le estati, che risentono di elevate temperature che possono superare i 30 °C, presentano una umidità che può raggiungere l'80% causando quel fenomeno di caldo umido comunemente chiamato "afa". L'umidità non è comunque presente solo d'estate, ma è molto elevata tutto l'anno. I dati provenienti dalla vicina stazione meteorologica di Milano Malpensa, ad ogni modo, indicano, in base alla media trentennale di riferimento (1961-1990) per l'Organizzazione Mondiale della Meteorologia, che la temperatura media del mese più freddo, gennaio, si attesta attorno a -4 °C; quella del mese più caldo, luglio, è appena sopra i +28 °C.
Il comune appartiene alla zona climatica E, 2538 GR/G. San Pietro Bestazzo, come del resto gran parte dei comuni della Pianura Padana, soffre di scarsa ventilazione.
La piovosità si concentra principalmente in autunno e in primavera con un minimo relativo invernale e con una media annua superiore ai 1000 mm, con un minimo relativo invernale.
| SAN PIETRO BESTAZZO                | Mesi | Mesi   | Mesi   | Mesi   | Mesi  | Mesi  | Mesi  | Mesi   | Mesi   | Mesi  | Mesi  | Mesi  | Stagioni | Stagioni | Stagioni | Stagioni | Anno |
| SAN PIETRO BESTAZZO                | Gen  | Feb    | Mar    | Apr    | Mag   | Giu   | Lug   | Ago    | Set    | Ott   | Nov   | Dic   | Inv      | Pri      | Est      | Aut      | Anno |
| ---------------------------------- | ---- | ------ | ------ | ------ | ----- | ----- | ----- | ------ | ------ | ----- | ----- | ----- | -------- | -------- | -------- | -------- | ---- |
| T. max. media (°C)                 | 5    | 8      | 13     | 18     | 22    | 26    | 29    | 28     | 24     | 18    | 10    | 5     | 6        | 17,7     | 27,7     | 17,3     | 17,2 |
| T. min. media (°C)                 | −2   | 0      | 3      | 7      | 11    | 15    | 17    | 17     | 14     | 8     | 4     | −1    | −1       | 7        | 16,3     | 8,7      | 7,8  |
| Precipitazioni (mm)                | 64   | 63     | 95     | 82     | 82    | 97    | 65    | 68     | 69     | 100   | 101   | 60    | 187      | 259      | 230      | 270      | 946  |
| Umidità relativa media (%)         | 86   | 78     | 71     | 75     | 72    | 71    | 71    | 72     | 74     | 81    | 85    | 86    | 83,3     | 72,7     | 71,3     | 80       | 76,8 |
| Eliofania assoluta (ore al giorno) | 2    | 3      | 5      | 6      | 7     | 8     | 9     | 8      | 6      | 4     | 2     | 2     | 2,3      | 6        | 8,3      | 4        | 5,2  |
| Vento (direzione-m/s)              | SW 2 | SW 4,6 | SW 4,6 | SW 4,6 | S 4,6 | S 4,6 | S 4,6 | SE 2,0 | SW 2,0 | S 2,0 | S 2,0 | S 2,0 | 2,9      | 4,6      | 3,7      | 2,0      | 3,3  |

## Etimologia
Il borgo di San Pietro Bestazzo deve la propria origine etimologica a due parole tra loro unite. San Pietro è in riferimento all'oratorio di San Pietro che doveva sorgere un tempo nel territorio locale e che viene citata anche da Goffredo da Bussero nel suo Liber Notitiae Sanctorum Mediolani assieme alla chiesa di Santa Maria di Bestazzo (ancora oggi esistente), ma della quale attualmente non risulta alcuna traccia sul territorio. La dipendenza secolare dalla vicina Bestazzo, ha imposto poi l'aggiunta di quel toponimo.

## Storia

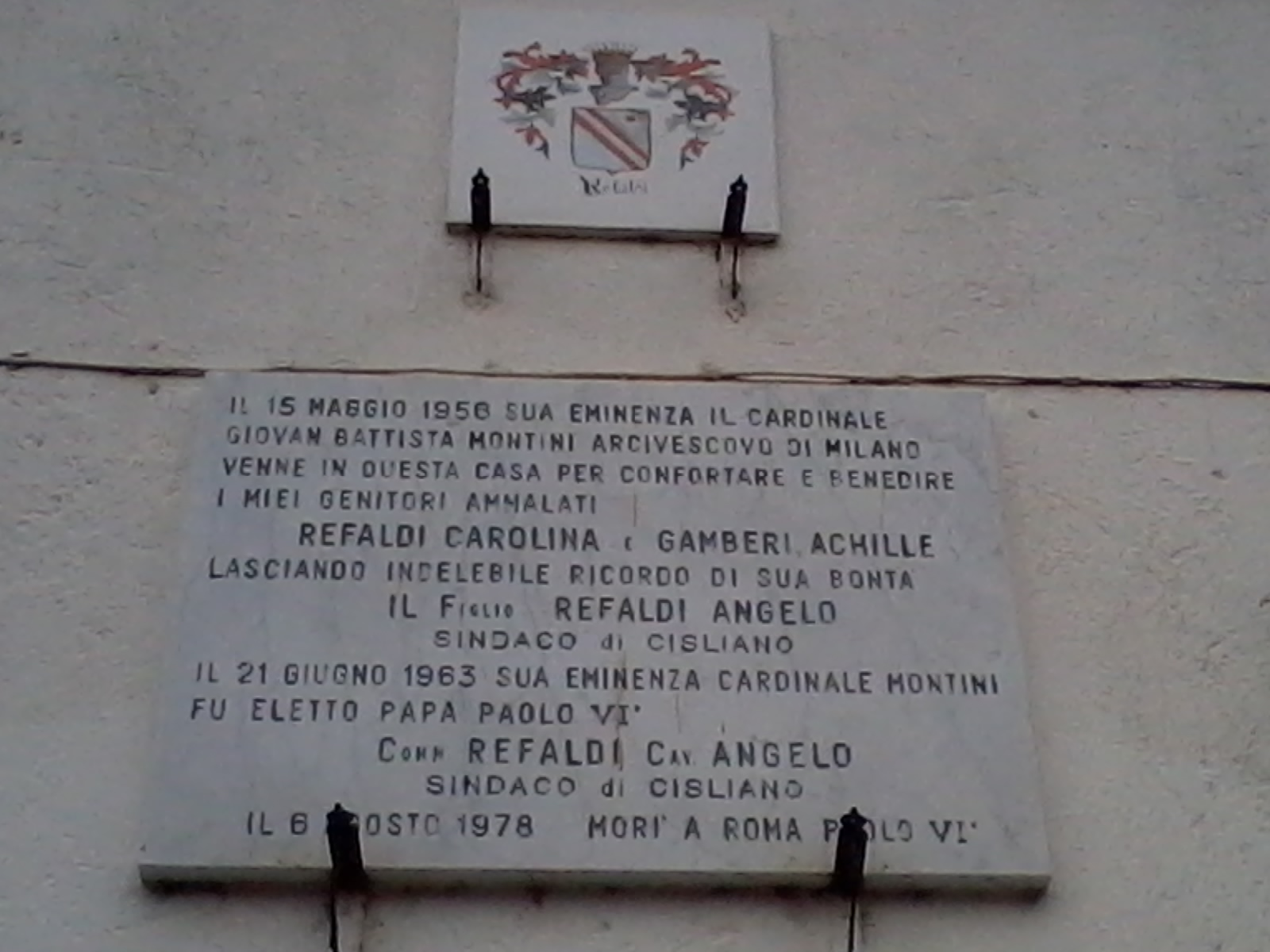
Targa commemorativa della visita di Giovanni Battista Montini a San Pietro di Bestazzo

I primi documenti storici che ci attestano l'esistenze del borgo risalgono al 1270 quando Arderico e Uberto Pusterla sono detti "cittadini milanesi che abitano nel luogo di San Pietro presso Bestazzo". In un altro documento del 1346 si apprende che il locho da San Pedro a Bestazo viene compreso all'interno dei comuni dipendenti spiritualmente dalla Pieve di Corbetta.
Costituitosi in comune già dal Cinquecento, il borgo rimase ad ogni modo di stampo prettamente agricolo durante i secoli, venendo aggregato fiscalmente a quello di Fagnano nel 1751 quando aveva già raggiunto gli 80 abitanti, venendo poi aggregato per un breve periodo a quello di Cisliano durante il periodo napoleonico e poi tornando ancora una volta indipendente come comune rurale.
Con la restaurazione austriaca nel 1816, il comune di San Pietro Bestazzo venne inserito nella provincia di Pavia, nel distretto VIII di Abbiategrasso, passando alla provincia di Milano nel 1859. Durante il Regno d'Italia, il borgo continuò ad esercitare le funzioni di comune indipendente sino a quando non venne aggregato definitivamente al comune di Cisliano con Regio Decreto del 9 giugno 1870.
Nel 1956 il piccolo borgo venne visitato dall'allora arcivescovo di Milano Giovanni Battista Montini, futuro papa Paolo VI nell'ambito della sua visita pastorale nella pieve di Corbetta.

## Società
"Abitanti censiti"

### Etnie e minoranze straniere
Al 1º gennaio 2022 nella frazione risiedevano 9 cittadini stranieri, ovvero il 13.3% della popolazione totale. Nei dati ufficiali non sono considerati gli stranieri irregolari.

## Economia
L'economia di San Pietro Bestazzo è ancora oggi perlopiù dedita all'agricoltura. Il Dizionario corografico dell'Italia nel 1868 ne declamava la ricchezza delle acque, il terreno ubertoso e le coltivazioni di riso e grani e altri cereali, oltre alla presenza di pascoli e di prati con una certa presenza anche di gelsi per la produzione e la lavorazione in loco (artigianale) del baco da seta.
La maggior parte dei suoi residenti, ad ogni modo, lavora fuori dai confini della frazione. Al 2021 risultava occupato il 95,2% dei residenti in età lavorativa.